# Chorągiew (harcerstwo)
Chorągiew – jednostka terenowa w ogólnopolskich organizacjach harcerskich – Związku Harcerstwa Polskiego i Związku Harcerstwa Rzeczypospolitej – o zasięgu terytorialnym odpowiadającym najczęściej województwu.

## Związek Harcerstwa Polskiego
W ZHP chorągwie są terytorialnymi wspólnotami hufców. Zgodnie z uchwałą XXXIII Zjazdu ZHP i zmianami Statutu ZHP chorągwie posiadają osobowość prawną.
Chorągiew tworzy warunki do działania hufców i podległych jednostek organizacyjnych przez:
- budowanie wspólnoty instruktorskiej i wspólnoty hufców,
- inicjowanie i wzmacnianie działalności programowej i metodycznej,
- kształcenie kadry instruktorskiej,
- koordynację, nadzór i systematyczną ocenę komend hufców i jednostek organizacyjnych na szczeblu chorągwi,
- współpracę z władzami regionalnymi,
- pozyskiwanie środków finansowych i materialnych.

W celu realizacji swoich zadań chorągiew tworzy odpowiednie zespoły i referaty.
Chorągiew tworzy Główna Kwatera ZHP, po zasięgnięciu opinii zainteresowanych hufców, wyznaczając jej obszar działania i siedzibę władz. Likwidacja chorągwi następuje w drodze uchwały zjazdu chorągwi podjętej większością 2/3 głosów w obecności co najmniej 3/4 delegatów. W przypadku trwałej niemożności regulowania zaciągniętych i wymagalnych zobowiązań chorągwi – stwierdzonej uchwałą Centralnej Komisji Rewizyjnej ZHP – decyzje w sprawie likwidacji chorągwi podejmuje Rada Naczelna ZHP na wniosek Głównej Kwatery ZHP.
Władzami chorągwi są:
- zjazd chorągwi,
- rada chorągwi,
- komenda chorągwi,
- komendant chorągwi,
- komisja rewizyjna chorągwi,
- sąd harcerski chorągwi.

W ZHP funkcjonuje 17 chorągwi (2011), a ich zasięg terytorialny odpowiada w przybliżeniu województwom:
1. Chorągiew Białostocka ZHP,
2. Chorągiew Dolnośląska ZHP im. Stefana Mirowskiego,
3. Chorągiew Gdańska ZHP im. Bohaterów Ziemi Gdańskiej,
4. Chorągiew Kielecka ZHP im. Stefana Żeromskiego,
5. Chorągiew Krakowska ZHP im. Tadeusza Kościuszki,
6. Chorągiew Kujawsko-Pomorska ZHP im. Mikołaja Kopernika,
7. Chorągiew Lubelska ZHP,
8. Chorągiew Łódzka ZHP im. Aleksandra Kamińskiego,
9. Chorągiew Mazowiecka ZHP im. Władysława Broniewskiego,
10. Chorągiew Opolska ZHP
11. Chorągiew Podkarpacka ZHP,
12. Chorągiew Stołeczna ZHP im. Bohaterów Warszawy,
13. Chorągiew Śląska ZHP,
14. Chorągiew Warmińsko-Mazurska ZHP im. Grunwaldu,
15. Chorągiew Wielkopolska ZHP im. Powstańców Wielkopolskich 1918-19,
16. Chorągiew Zachodniopomorska ZHP,
17. Chorągiew Ziemi Lubuskiej ZHP.

Chorągwie skupiają od 1,5 do ponad 11,5 tys. członków ZHP (2010). Do największych należą Chorągiew Wielkopolska w skład której wchodzi 11.633 harcerek i harcerzy oraz Chorągiew Śląska z 11.307 członkami.

### Okres międzywojenny
W ZHP w okresie międzywojennym istniały odrębne chorągwie harcerek i harcerzy w ramach Organizacji Harcerek i Organizacji Harcerzy. Płaszczyzną ich współpracy były okręgi (oddziały), które nie zawsze pokrywały się terytorialnie z obszarem województwa.
| Chorągwie harcerek | Chorągwie harcerzy |
| --- | --- |
| 1. Białostocka 2. Gdańska (obejmująca Wolne Miasto Gdańsk) 3. Kielecka (Kielecko-Radomska, z siedzibą komendy na Buczu) 4. Krakowska 5. Lubelska 6. Lwowska (obejmująca obszar województw: lwowskiego, stanisławowskiego, tarnopolskiego) 7. Łódzka 8. Mazowiecka 9. Poleska (wcześniej Brzeska) 10. Pomorska 11. Śląska 12. Warszawska 13. Wielkopolska (nazywana też Poznańską) 14. Wileńska (obejmująca obszar województw: nowogródzkiego i wileńskiego) 15. Włocławska (istniała wcześniej przejściowo) 16. Wołyńska (nazywana początkowo Łucką i Kowelską) 17. Zagłębiowska (istniała wcześniej przejściowo) | 1. Białostocka 2. Gdańska (obejmująca Wolne Miasto Gdańsk) 3. Kielecka 4. Krakowska 5. Kresowa (istniała wcześniej przejściowo) 6. Lubelska 7. Lwowska (obejmująca obszar województw: lwowskiego, stanisławowskiego i tarnopolskiego) 8. Łódzka 9. Mazowiecka 10. Płocka (nazywana też Płocko-Włocławską, istniała wcześniej przejściowo) 11. Poleska (wcześniej Brzeska) 12. Pomorska (z siedzibą w Toruniu) 13. Radomska 14. Śląska 15. Warszawska 16. Wielkopolska (nazywana też Poznańską) 17. Wileńska (obejmująca obszar województw: nowogródzkiego i wileńskiego) 18. Włocławska (istniała wcześniej przejściowo) 19. Wołyńska (nazywana początkowo Łucką) 20. Zagłębiowska (nazywana początkowo Sosnowiecką) |

### II wojna światowa
W latach 1939–1944 chorągwie harcerek funkcjonowały w ramach Pogotowia Harcerek. W harcerstwie męskim zorganizowano chorągwie Szarych Szeregów, działające pod kryptonimem ule.
Chorągwie funkcjonowały także w harcerstwie emigracyjnym.

### Okres powojenny
Po II wojnie światowej do 1948, istniały nadal odrębne chorągwie harcerek i harcerzy w ramach Organizacji Harcerek i Organizacji Harcerzy. Po odrodzeniu harcerstwa w 1956 funkcjonowały już wspólne chorągwie ZHP – łącznie dla harcerek i harcerzy.
| Chorągwie harcerek i harcerzy w 1947 | Chorągwie w latach 1957-1975 |
| --- | --- |
| 1. Białostocka 2. Dolno-Śląska (w ówczesnej pisowni) 3. Kielecka 4. Krakowska 5. Lubelska 6. Łódzka 7. Mazowiecka 8. Mazurska (Warmijsko-Mazurska) 9. Morska (Gdańsko-Morska) 10. Pomorska 11. Pomorsko-Zachodnia 12. Radomska 13. Rzeszowska 14. Śląsko-Dąbrowska 15. Warszawska 16. Wielkopolska | 1. Białostocka im. gen. Walerego Wróblewskiego 2. Bydgoska im. Mikołaja Kopernika 3. Dolnośląska im. II Armii Wojska Polskiego 4. Gdańska im. Bohaterów Ziemi Gdańskiej 5. Katowicka im. Bohaterów Pracy Socjalistycznej 6. Kielecka im. Stefana Żeromskiego 7. Koszalińska im. I Armii Wojska Polskiego 8. Krakowska im. Tadeusza Kościuszki 9. Lubelska im. Polskiego Komitetu Wyzwolenia Narodowego 10. Łódzka im. Bohaterskich Dzieci Polskich 11. Mazowiecka im. Władysława Broniewskiego 12. Opolska im. Bohaterów Powstań Śląskich 13. Rzeszowska im. gen. Karola Świerczewskiego-Waltera 14. Stołeczna im. Bohaterów Warszawy 15. Warmińsko-Mazurska im. Grunwaldu 16. Wielkopolska im. Powstańców Wielkopolskich 1918/19 17. Zachodnio-Pomorska im. Budowniczych Polski Ludowej 18. Ziemi Lubuskiej im. Wojsk Ochrony Pogranicza 19. Ziemi Łódzkiej im. Gwardii Ludowej |

### Po reformie administracyjnej 1975
Od 1975 do początku lat 90. XX w. istniało 49 chorągwi, odpowiadających terytorialnie ówczesnym województwom:
1. Bialskopodlaska im. Przyjaźni Polsko-Radzieckiej
2. Białostocka im. gen. Walerego Wróblewskiego
3. Bielska im. Pawła Findera
4. Bydgoska im. Mikołaja Kopernika
5. Chełmska im. Manifestu Lipcowego
6. Ciechanowska im. Obrońców Reduty Mławskiej 1939
7. Częstochowska im. Ludowego Wojska Polskiego
8. Elbląska im. Aleksandra Zawadzkiego
9. Gdańska im. Bohaterów Ziemi Gdańskiej
10. Gorzowska im. Aleksandra Kamińskiego
11. Jeleniogórska im. Osadników Wojskowych
12. Kaliska im. Marii Konopnickiej
13. Katowicka im. Bohaterów Pracy Socjalistycznej
14. Kielecka im. Stefana Żeromskiego
15. Konińska im. Budowniczych Zagłębia Konińskiego
16. Koszalińska im. I Armii Wojska Polskiego
17. Krakowska im. Tadeusza Kościuszki
18. Krośnieńska im. Ignacego Łukasiewicza
19. Legnicka im. Przodowników Pracy Zagłębia Miedziowego
20. Leszczyńska im. Ludowego Lotnictwa Polskiego
21. Lubelska im. Polskiego Komitetu Wyzwolenia Narodowego
22. Łomżyńska im. Samodzielnej Grupy Operacyjnej „Narew”
23. Łódzka im. Bohaterskich Dzieci Polskich
24. Nowosądecka im. Janka Krasickiego
25. Olsztyńska (Warmińsko-Mazurska) im. Grunwaldu
26. Opolska im. Bohaterów Powstań Śląskich
27. Ostrołęcka im. Marcelego Nowotki
28. Pilska im. Zdobywców Wału Pomorskiego
29. Piotrkowska im. Gwardii Ludowej
30. Płocka im. Władysława Broniewskiego
31. Poznańska im. Powstańców Wielkopolskich 1918/19
32. Przemyska im. gen. Zygmunta Berlinga
33. Radomska im. Jana Kochanowskiego
34. Rzeszowska im. gen. Karola Świerczewskiego-Waltera
35. Siedlecka im. Henryka Sienkiewicza
36. Sieradzka im. Bohaterów Walk nad Wartą 1939
37. Skierniewicka im. Bohaterów Bitwy nad Bzurą 1939
38. Słupska im. Bolesława Bieruta
39. Stołeczna (Warszawska) im. Bohaterów Warszawy
40. Suwalska im. mjr. Henryka Dobrzańskiego „Hubala”
41. Szczecińska (Zachodnio-Pomorska) im. Budowniczych Polski Ludowej
42. Tarnobrzeska im. Bohaterów Porytowego Wzgórza
43. Tarnowska im. gen. Józefa Bema
44. Toruńska im. Zdobywców Kosmosu
45. Wałbrzyska im. Związku Walki Młodych
46. Włocławska im. Juliana Marchlewskiego
47. Wrocławska im. II Armii Wojska Polskiego
48. Zamojska im. Dzieci Zamojszczyzny
49. Zielonogórska im. Wojsk Ochrony Pogranicza

Po 1989 chorągwie łączone były w większe, regionalne – najczęściej powracano do granic chorągwi sprzed 1975. W wyniku wprowadzenia w 1999 reformy administracyjnej Polski dokonano korekt granic chorągwi, zbliżając ich terytorialny zasięg do mapy administracyjnej nowych województw. Wyjątek w tym zakresie stanowi istnienie dwóch chorągwi na terenie województwa mazowieckiego: Chorągwi Stołecznej z siedzibą w Warszawie i Chorągwi Mazowieckiej z siedzibą w Płocku.
W większości przypadków przyjęte nazwy chorągwi odpowiadają nazwom nowych województw, z wyjątkiem czterech choragwi, których nazwy pochodzą od stolicy województwa. Dotyczy to:
- Chorągwi Białostockiej, która działa na terenie województwa podlaskiego,
- Chorągwi Gdańskiej, która działa na terenie województwa pomorskiego,
- Chorągwi Kieleckiej, która działa na terenie województwa świętokrzyskiego,
- Chorągwi Krakowskiej, która działa na terenie województwa małopolskiego.

Chorągiew działająca na terenie województwa lubuskiego w swojej nazwie odnosi się natomiast do krainy historycznej – ziemi lubuskiej.

## Związek Harcerstwa Rzeczypospolitej
W ZHR chorągiew jest jednostką nadrzędną w stosunku do hufca, podlega Naczelnikowi w Organizacji Harcerzy, a Naczelniczce w Organizacji Harcerek. Pracami chorągwi kieruje komendant lub komendantka chorągwi.

### Chorągwie harcerzy
Chorągiew harcerzy – jednostka organizacyjną której podlegają wszystkie męskie jednostki działające na terenie danego okręgu, obejmuje przynajmniej 3 hufce. Powołuje ją i rozwiązuje Naczelnik Harcerzy ZHR.
Celem chorągwi harcerzy jest:
- kształcenie i dbanie o rozwój instruktorów,
- kontrola pracy hufców i związków drużyn na terenie chorągwi,
- nadzór nad obozami letnimi i zimowymi,
- aktywne uczestnictwo w pracach Organizacji Harcerzy,

Chorągiew harcerzy tworzy:
- sekretariat,
- referat zuchowy,
- referat harcerski,
- referat wędrowniczy,
- szkoła instruktorska.

W Organizacji Harcerzy ZHR funkcjonuje 14 chorągwi:
1. Dolnośląska Chorągiew Harcerzy ZHR
2. Górnośląska Chorągiew Harcerzy ZHR
3. Kujawsko-Pomorska Chorągiew Harcerzy ZHR
4. Lubelska Chorągiew Harcerzy ZHR
5. Łódzka Chorągiew Harcerzy ZHR
6. Małopolska Chorągiew Harcerzy ZHR
7. Mazowiecka Chorągiew Harcerzy ZHR
8. Chorągiew Harcerzy Ziemi Opolskiej ZHR
9. Pomorska Chorągiew Harcerzy ZHR
10. Podkarpacka Chorągiew Harcerzy ZHR
11. Północno-Wschodnia Chorągiew Harcerzy ZHR
12. Północno-Zachodnia Chorągiew Harcerzy ZHR
13. Staropolska Chorągiew Harcerzy ZHR
14. Wielkopolska Chorągiew Harcerzy ZHR

### Chorągwie harcerek
W Organizacji Harcerek ZHR funkcjonuje 12 chorągwi:
1. Dolnośląska Chorągiew Harcerek ZHR im. św. Jadwigi Śląskiej[3]
2. Górnośląska Chorągiew Harcerek ZHR "Ad Fontes"[4]
3. Kujawsko-Pomorska Chorągiew Harcerek ZHR "Sól Ziemi"[5]
4. Lubelska Chorągiew Harcerek ZHR[6]
5. Łódzka Chorągiew Harcerek ZHR[7]
6. Małopolska Chorągiew Harcerek ZHR[8]
7. Mazowiecka Chorągiew Harcerek ZHR[9]
8. Podkarpacka Chorągiew Harcerek ZHR[10]
9. Pomorska Chorągiew Harcerek ZHR[11]
10. Staropolska Chorągiew Harcerek ZHR[12]
11. Wielkopolska Chorągiew Harcerek ZHR "Jutrzenka"[13]
12. Zachodniopomorska Chorągiew Harcerek ZHR[14]

Istnieje także jedno namiestnictwo (odpowiadające poziomem chorągwi, ale o mniejszych uprawnieniach) – Północno-Wschodnie Namiestnictwo Harcerek ZHR